# 沃靈頓鎮足球會
沃靈頓鎮足球會（英語：Warrington Town Football Club）是一支位於英格蘭沃靈頓的職業足球會，目前於英格蘭足球全國聯賽北角逐。

## 榮譽
- 英格蘭北部超級聯賽
  - 甲組北冠軍 2015-16
  - 附加賽冠軍 2018-19
- 英格蘭北部超級聯賽挑戰盃
  - 冠軍 2014–15
- 英格蘭西北郡足球聯賽
  - 甲組冠軍 1989–90
  - 乙組冠軍 2000–01
  - 乙組盃冠軍 1999–2000
  - 聯賽盃冠軍 1989–90
  - 联赛盾冠軍 1985–86
- 柴郡足球聯賽
  - 冠軍 1960–61
  - 聯賽盃冠軍 1953–54, 1954–55, 1955–56
- 北方組合杯
  - 冠軍 1989–90
- 奧特林厄姆杯
  - 冠軍 1954–55
- 朗科恩挑戰杯
  - 冠軍 1965–66, 1966–67, 1968–69
- 沃靈頓監護人挑戰杯
  - 冠軍 1980–81, 1994–95
- Raab Karcher杯
  - 冠軍 1987–88

## 紀錄
- 英格蘭足總盃
  - 第2圏 2014–15[1]
- 英格蘭足總錦標
  - 八強 1992–93[1]
- 英格蘭足總瓶
  - 亞軍軍 1986–87[1]

## 外部連結
- Official Website （页面存档备份，存于）
- Local Sports Paper （页面存档备份，存于）
- Local Online Newspaper （页面存档备份，存于）
- Supporters Club Website （页面存档备份，存于）